# سكان جمهورية إفريقيا الوسطى

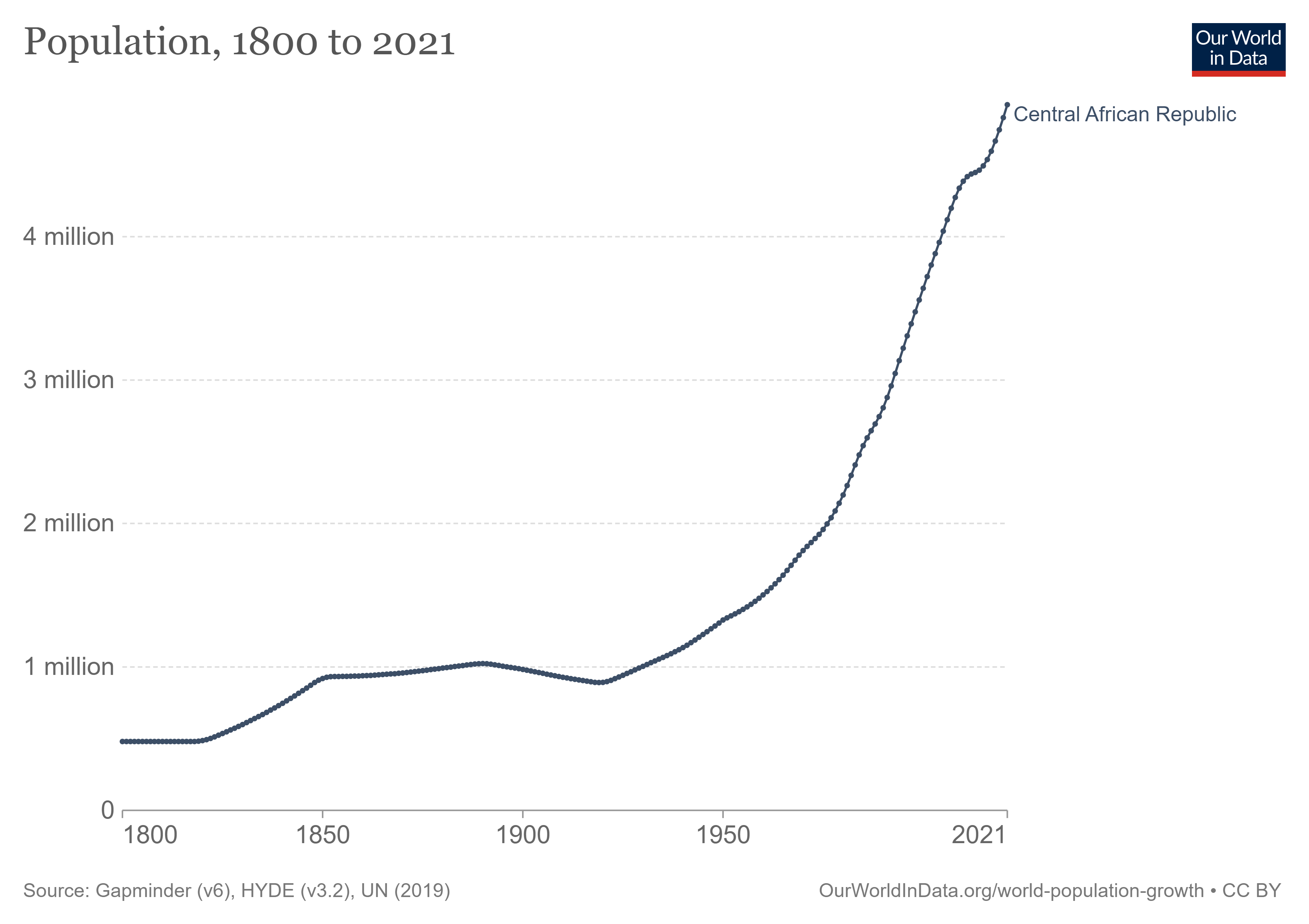
التركيبة السكانية للجمهورية أفريقيا الوسطى، بيانات الفاو، عام 2005؛ عدد السكان بالآلاف.

هذه المقالة هي عن الخصائص الديمغرافية للسكان جمهورية أفريقيا الوسطى، بما في ذلك الكثافة السكانية، والعرق، ومستوى التعليم، والصحة من السكان، والحالة الاقتصادية، والانتماءات الدينية والجوانب الأخرى من السكان.
هناك أكثر من 80 مجموعة عرقية في جمهورية أفريقيا الوسطى (CAR)، ولكل منها لغتها الخاصة. حوالي 50٪ من البياع-Mandjia، 40٪ باندا (تقع إلى حد كبير في الأجزاء الشمالية والوسطى من البلاد)، و 7٪ من M'Baka (الركن الجنوبي الغربي من CAR). سانغو، لغة مجموعة صغيرة على طول نهر أوبانغي، هي اللغة الوطنية التي يتحدث بها غالبية الأفارقة الوسطى. سوى جزء صغير من السكان لديه أكثر من عنصر المعرفة الفرنسية، اللغة الرسمية.
أكثر من 55٪ من سكان جمهورية أفريقيا الوسطى يعيشون في المناطق الريفية. المناطق الزراعية هي رئيس حول بوسانغوا وبامباري. بانغي، بربراتي، بانغاسو، وبوسانغوا هي المراكز الحضرية الأكثر كثافة سكانية.

## السكان
وفقا لتنقيح عام 2010 للتوقعات السكانية في العالم وكان مجموع السكان 4 401 000 في عام 2010، مقارنة ب 000 1 327 فقط في عام 1950. كانت نسبة الأطفال الذين تقل أعمارهم عن 15 سنة في عام 2010 40.4٪، 55.6٪ كان بين 15 و 65 سنة من العمر، في حين أن 4٪ 65 سنة أو أكثر.
|      | إجمالي عدد السكان (x 1000) | السكان الذين تتراوح أعمارهم بين 0–14 (%) | السكان الذين تتراوح أعمارهم بين 15–64 (%) | السكان الذين تتراوح أعمارهم بين 65+ (%) |
| ---- | -------------------------- | ---------------------------------------- | ----------------------------------------- | --------------------------------------- |
| 1950 | 1 327                      | 36.2                                     | 58.7                                      | 5.1                                     |
| 1955 | 1 399                      | 37.0                                     | 58.3                                      | 4.7                                     |
| 1960 | 1 504                      | 38.2                                     | 57.5                                      | 4.3                                     |
| 1965 | 1 649                      | 39.6                                     | 56.2                                      | 4.2                                     |
| 1970 | 1 829                      | 40.6                                     | 55.3                                      | 4.1                                     |
| 1975 | 2 017                      | 41.7                                     | 54.2                                      | 4.1                                     |
| 1980 | 2 274                      | 42.2                                     | 53.6                                      | 4.1                                     |
| 1985 | 2 627                      | 42.4                                     | 53.6                                      | 4.0                                     |
| 1990 | 2 935                      | 43.2                                     | 52.8                                      | 4.0                                     |
| 1995 | 3 328                      | 42.5                                     | 53.5                                      | 4.0                                     |
| 2000 | 3 702                      | 42.0                                     | 54.0                                      | 3.9                                     |
| 2005 | 4 018                      | 41.6                                     | 54.5                                      | 4.0                                     |
| 2010 | 4 401                      | 40.4                                     | 55.6                                      | 4.0                                     |

## الإحصاءات الحيوية
تسجيل الوقائع الحيوية في جمهورية أفريقيا الوسطى يست كاملة. أعدت إدارة السكان في الأمم المتحدة التقديرات التالية.
| فترة | ولادة حية سنويا | حالة وفاة سنويا | التغيير الطبيعي سنويا | CBR* | CDR* | NC*  | TFR* | IMR* |
| --- | --------------- | --------------- | --------------------- | ---- | ---- | ---- | ---- | ---- |
| 1950-1955 | 57 000          | 42 000          | 15 000                | 41.7 | 31.0 | 10.7 | 5.52 | 204  |
| 1955-1960 | 63 000          | 42 000          | 21 000                | 43.3 | 29.0 | 14.3 | 5.75 | 189  |
| 1960-1965 | 69 000          | 42 000          | 27 000                | 43.8 | 26.9 | 16.9 | 5.90 | 176  |
| 1965-1970 | 76 000          | 42 000          | 33 000                | 43.5 | 24.3 | 19.2 | 5.95 | 160  |
| 1970-1975 | 82 000          | 40 000          | 42 000                | 42.7 | 21.0 | 21.7 | 5.95 | 138  |
| 1975-1980 | 91 000          | 39 000          | 51 000                | 42.2 | 18.2 | 24.0 | 5.95 | 119  |
| 1980-1985 | 104 000         | 41 000          | 63 000                | 42.4 | 16.8 | 25.5 | 5.95 | 110  |
| 1985-1990 | 116 000         | 47 000          | 70 000                | 41.9 | 16.8 | 25.1 | 5.90 | 109  |
| 1990-1995 | 126 000         | 55 000          | 71 000                | 40.2 | 17.5 | 22.7 | 5.65 | 113  |
| 1995-2000 | 140 000         | 67 000          | 73 000                | 39.8 | 19.2 | 20.6 | 5.54 | 116  |
| 2000-2005 | 148 000         | 75 000          | 72 000                | 38.3 | 19.5 | 18.7 | 5.30 | 114  |
| 2005-2010 | 150 000         | 74 000          | 76 000                | 35.6 | 17.6 | 18.0 | 4.85 | 105  |
| * CBR = معدل المواليد الخام (لكل 1000)؛ CDR = معدل الوفيات الخام (لكل 1000)؛ NC = التغير الطبيعي (في 1000)، ومعدل وفيات الرضع = معدل وفيات الرضع لكل 1000 مولود؛ معدل الخصوبة الإجمالي = إجمالي معدل الخصوبة (عدد الأطفال لكل امرأة) |                 |                 |                       |      |      |      |      |      |

## الإحصاءات الديمغرافية وكالة المخابرات المركزية كتاب حقائق العالم
الإحصاءات الديموغرافية التالية هي من كتاب حقائق العالم، ما لم يرد خلاف ذلك.

### السكان
4950027
ملاحظة: التقديرات لهذا البلد اتخاذ صراحة في الاعتبار آثار معدل الوفيات بسبب مرض الإيدز، وهذا يمكن أن يؤدي إلى انخفاض متوسط العمر المتوقع، وارتفاع معدلات وفيات الرضع والوفيات، وانخفاض عدد السكان ومعدلات النمو، والتغيرات في توزيع السكان حسب العمر والجنس من شأنها أن خلاف ذلك يكون من المتوقع (طبقا لتقديرات يوليو 2011)

### متوسط العمر
المجموع: 19.2 سنة
الذكور: 18.8 عاما
أنثى: 19.6 سنة (2011 تخمين)

### معدل النمو السكاني
2.146٪ (2011 تخمين)

### نسبة الجنس
عند الولادة: 1.03 ذكر (s) / أنثى
تحت 15 سنة: 1.01 ذكر (s) / أنثى
15-64 سنة: 0.98 ذكر (s) / أنثى
65 سنة وما فوق: 0.67 ذكور (ق) / إناث
مجموع السكان: 0.98 ذكور (ق) / أنثى (2011 تخمين)

### متوسط العمر المتوقع عند الولادة
مجموع السكان: 50.07 سنة
الذكور: 48.84 سنة
الإناث: 51.35 سنة (2011 تخمين)

### فيروس نقص المناعة البشرية / الإيدز
البالغين: نسبة انتشار: 4.7٪ (2009 تخمين)
الناس الذين يعيشون مع فيروس نقص المناعة البشرية / الإيدز: 130،000 (2009 تخمين)
الوفيات: 11،000 (2009 تخمين)

### الأمراض المعدية الرئيسية
درجة الخطر: عالية جدا
المأكولات أو تنقلها المياه الأمراض: الإسهال البكتيري والأوالي، والتهاب الكبد A، وحمى التيفوئيد
أمراض المنقولة بالنواقل: الملاريا
أمراض الجهاز التنفسي: التهاب السحايا بالمكورات السحائية
أمراض الاتصال المياه: البلهارسيا
المرض الحيواني الاتصال ب: داء الكلب (2009)

### الجنسية
نون: وسط أفريقيا)
نعت: أفريقيا الوسطى

### المجموعات العرقية
Gbaya 33٪، 27٪ باندا، Mandjia 13٪، 10٪ سارة، Mboum 7٪، مباكا 4٪، 4٪ ياكيما، وغيرها من 2٪؛ عن 15،000 الأوروبيين (معظمهم من الفرنسيين) ويعيش في جمهورية أفريقيا الوسطى.

### الأديان
80.3٪ المسيحية، الإسلام 10.1٪، معتقدات السكان الأصليين 9.6٪ (تعداد 2003)

### اللغات
الفرنسية (رسمية) انظر: الفرنسية في أفريقيا، سانغو (لغة مشتركة ولغة وطنية)، واللغات القبلية والعربية

### لمحو الأمية
تعريف: عمر 15 وأكثر من القراءة والكتابة
مجموع السكان: 51٪
الذكور: 63.3٪
الإناث: 39.9٪ (تقديرات 2003)